# Шайдурово (Новосибирская область)
Шайдурово — село в Сузунском районе Новосибирской области России. Административный центр Шайдуровского сельсовета.

## География
Площадь села — 127 гектаров. Село расположено на границе Караканского бора на берегу реки Малый Чингис. Рядом с селом располагается Шайдуровский карьер добычи щебня.

## Население
| 2002 | 2007  | 2010  |
| ---- | ----- | ----- |
| 921  | ↗1026 | ↗1050 |

## Инфраструктура
В селе по данным на 2007 год функционируют 1 учреждение здравоохранения и 1 учреждение образования.